# یوکی تاکابایاشی
یوکی تاکابایاشی (ژاپنی: 高林 佑樹؛ زادهٔ ۲۲ مهٔ ۱۹۸۰) یک بازیکن فوتبال اهل ژاپن است.
از باشگاه‌هایی که در آن بازی کرده‌است می‌توان به باشگاه فوتبال شیمیزو اس-پالس، باشگاه فوتبال ساگان توسو، باشگاه فوتبال مونتدیو یاماگاتا و باشگاه فوتبال بلاوبلیتز آکیتا اشاره کرد.